# مراد أباد (مقاطعة دلفان)
مراد أباد (بالفارسية: مرادآباد) هي مستوطنة تقع في Nurabad Rural District في إيران. يقدر عدد سكانها بـ 152 نسمة .